# Evelyn Ruzicka
Evelyn Ruzicka (* 10. Oktober 1982 in Oberndorf bei Salzburg) ist eine österreichische Schauspielerin, Sängerin und Songwriterin.

## Leben und Wirken
Ruzicka wuchs in Mattsee (Land Salzburg) und Linz (Oberösterreich) auf. Mit 13 Jahren besuchte sie das Musikgymnasium in Wien. Dort sang sie in der Schulband und spielte im Schultheater.
Nach dem Musikgymnasium absolvierte Ruzicka von 2003 bis 2007 ein Schauspielstudium am Konservatorium Wien; außerdem besuchte sie die Filmschule Wien. Ihr Studium schloss sie im Juni 2007 mit dem Bachelor ab. Während des Studiums spielte sie in Theateraufführungen am Konservatorium und trat als Elevin am Theater in der Josefstadt auf. In der Spielzeit 2006/07 übernahm Ruzicka am Theater in der Josefstadt die Rolle der Tochter Erna in Thomas Bernhards Theaterstück Der Theatermacher. 2007 übernahm sie an den Wiener Kammerspielen die Rolle der Carolin in der Österreichischen Erstaufführung des Theaterstücks Schöne Bescherung von Anthony Neilson.
Anschließend erhielt sie ein Ensemble-Engagement am Kinder- und Jugendtheater Next Liberty in Graz, wo sie von 2007 bis 2008 festes Mitglied war; außerdem übernahm sie seit 2008 Schauspiel- und Musicalrollen an der Oper Graz. Mit Gastrollen trat sie am Schauspielhaus Salzburg auf. In der Spielzeit 2008/09 spielte sie dort die Marie in Woyzeck. Als Edith Piaf sang und spielte sie dort auch in dem Stück Piaf. 2013 nahm Evelyn Ruzicka den 50. Todestag von Edith Piaf zum Anlass, um in Eigenregie das Album Evelyn Ruzicka singt Edith Piaf – Une Histoire d‘amour zu produzieren; es erschien im Herbst 2013. Mit diesem Stück und Chanson-Abend ging sie sehr erfolgreich in Österreich, Deutschland und Liechtenstein auf Tournee; sie gastierte mit ihrem Programm u. a. am Landestheater Linz und am Ateliertheater Wien.
Außerdem trat Ruzicka beim Sommertheater Parndorf (2009; als Celia in Wie es euch gefällt) und beim Theatersommer Haag (2014; als Colombina/Mafalda Mezzanote in Zerbinettas Befreiung von Fritz von Herzmanovsky-Orlando) auf.
2011 veröffentlichte sie ihren Song Diamant, welcher von Newcomer Radio Deutschland mit dem „Most Emotional Song 2011“ ausgezeichnet wurde.
Ruzicka wirkte in einigen Kurzfilmen sowie mit kleinen Rollen in Fernsehfilmen, u. a. als Apothekerin in der österreichischen Filmkomödie Plötzlich fett! (2011), und Fernsehserien mit. 2015 spielte sie ihre erste Filmhauptrolle in dem Kinofilm Centaurus. Der Film hatte seine Premiere beim Grazer Filmfestival Diagonale.
Ruzicka lebt in Wien.

## Filmografie (Auswahl)
- 2019: Die Toten vom Bodensee – Der Stumpengang
- 2023: Schnell ermittelt – Eberhard Bina
- 2024: SOKO Donau/SOKO Wien – Untreu (Fernsehserie)